# Arnolt
Arnolt (Арнольт) — з 1953 року американський виробник автомобілів. Штаб-квартира розташована в місті Чикаго, штат Іллінойс. У 1959 році компанія припинила виробництво автомобілів.

## Стенлі Арнольт. Заснування компанії
Стенлі «Веккі» Арнольт був чиказьким промисловцем, який почав імпортувати іномарки в 1950-х роках до Сполучених Штатів. Хоча вони продавалися як американські автомобілі, але насправді були справжніми гібридами з британською механікою, італійським кузовом та американським продажем і розповсюдженням, а також у деяких випадках остаточним складанням і роботою з кузовом. SH Arnolt Inc. був виробником ліцензованих автомобілів у штаті Іллінойс.
Випадкова зустріч з Бертоне на Туринському автосалоні в 1952 році призвела до чотирьох спільних проектів Arnolt і Bertone.

## Автомобілі Arnolt-MG

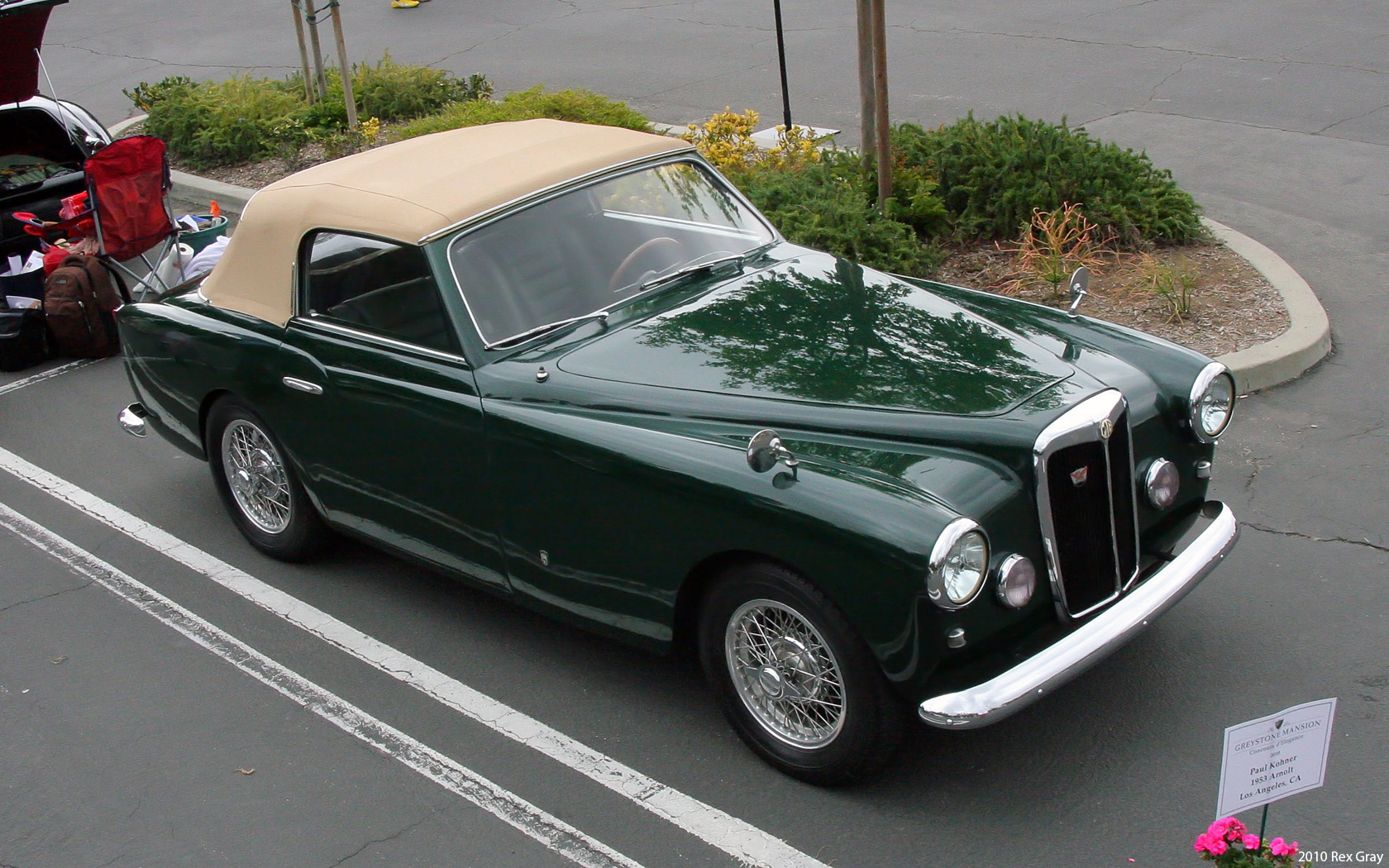
Кабріолет Arnolt-MG 1953 року

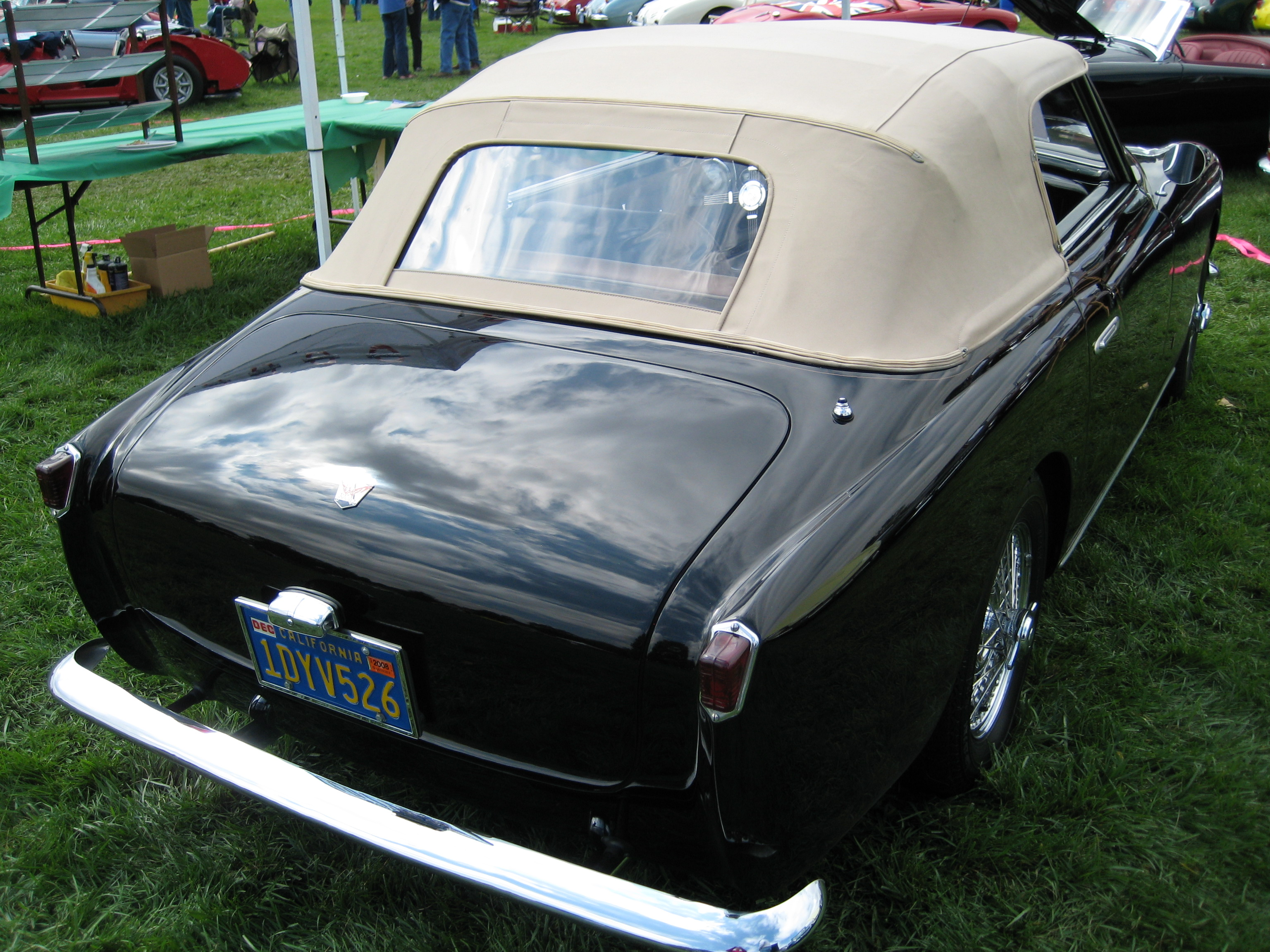
Кабріолет Arnolt-MG 1953 року

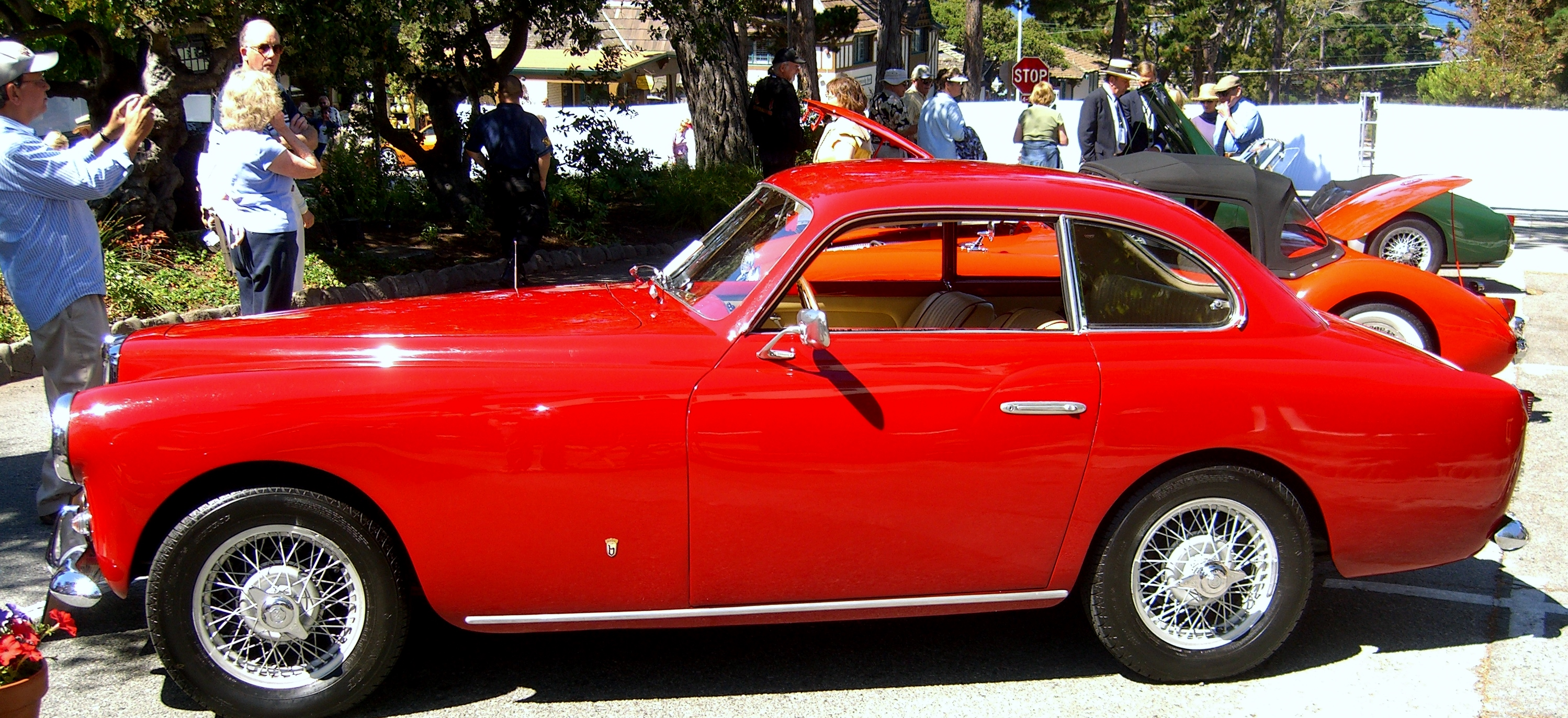
Купе Arnolt-MG

Першим автомобілем став Arnolt-MG — чотиримісний автомобіль з кузовом від Bertone на шасі MG TD та з 54-сильним двигуном XPAG. Arnolt-MG був розроблений Джованні Бертоне, його сином Нуччіо та Джованні Мікелотті. Із запланованого виробництва 200 машин 103 були задокументовані як побудовані між 1953 і 1954 роками (67 купе і 36 кабріолетів). З цієї кількості місцезнаходження 36 є невідомим, і три були здані на брухт (станом на 1993 рік).
Початкова ціна складала 3145 доларів США. У 1954 році MG повідомили Арнольту, що вони більше не можуть постачати шасі та двигуни через попит на власні повноцінні автомобілі (а також через заміну моделі TD на TF), тому Арнольт почав шукати автомобіль з більшим двигуном.

## Автомобілі Arnolt-Aston
Спроба виготовляти Aston Martin DB2/4 з кузовом Bertone і провадати його як Arnolt-Aston була зупинена компанією Aston Martin після того, як було побудовано три автомобілі. Ці три Arnolt-Aston були спроектовані новим дизайнером Bertone — Франко Скаліоне (номери шасі LML50/502, LML 50/505 і LML 50/507). Автомобілі виглядали дуже схожими на наступні Arnolt-Bristol з дизайном від Скаліоне, які мали більш виразні лінії задніх «плавників» і були відкритими автомобілями без жорсткого даху. Існували ще чотири додаткові Aston Martin з кузовом Bertone, які були замовлені Арнольтом і пройшли через руки компанії Arnolt. Ці чотири автомобілі іноді помилково називають Arnolt-Aston, але насправді вони так не називалися. Це були 3 родстери та 1 купе. Всі сім Arnolt-Aston все ще існують. Одна стаття вказує про можливий восьмий автомобіль, зруйнований в чиказькій пожежі на заводі Arnolt. Автомобілі оснащувалися двигуном Aston Martin, потужністю 125 к.с. і об'ємом 2580 см3.

## Автомобіль Arnolt-Bentley

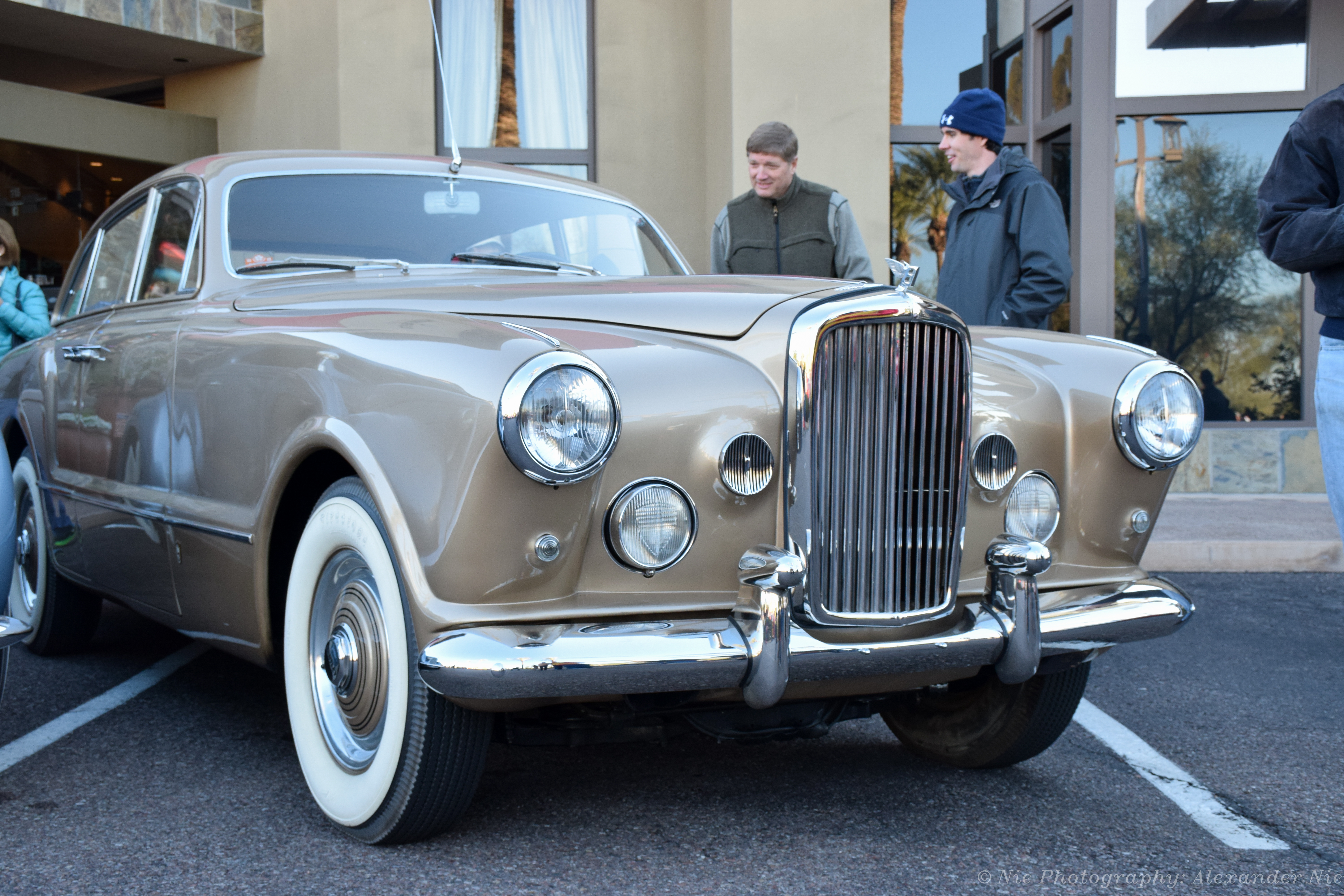
Arnolt-Bentley 1953 року

Arnolt також виготовили Bentley з кузовом Bertone, який нагадував більшу версію купе Arnolt-MG, оскільки його також розробив Джованні Мікелотті, що тоді працював у компанії Bertone. Ця машина експлуатувалася Стенлі Арнольтом як персональний автомобіль. Bertone побудували кузов на шасі R Type Continental 1953 року. У машині були вмонтовані випивка і келихи, а також спеціальний відсік для косметики місіс Арнольт. Автомобіль спочатку був пофарбований в золотий колір і оброблений шкірою всередині.

## Автомобілі Arnolt-Bristol

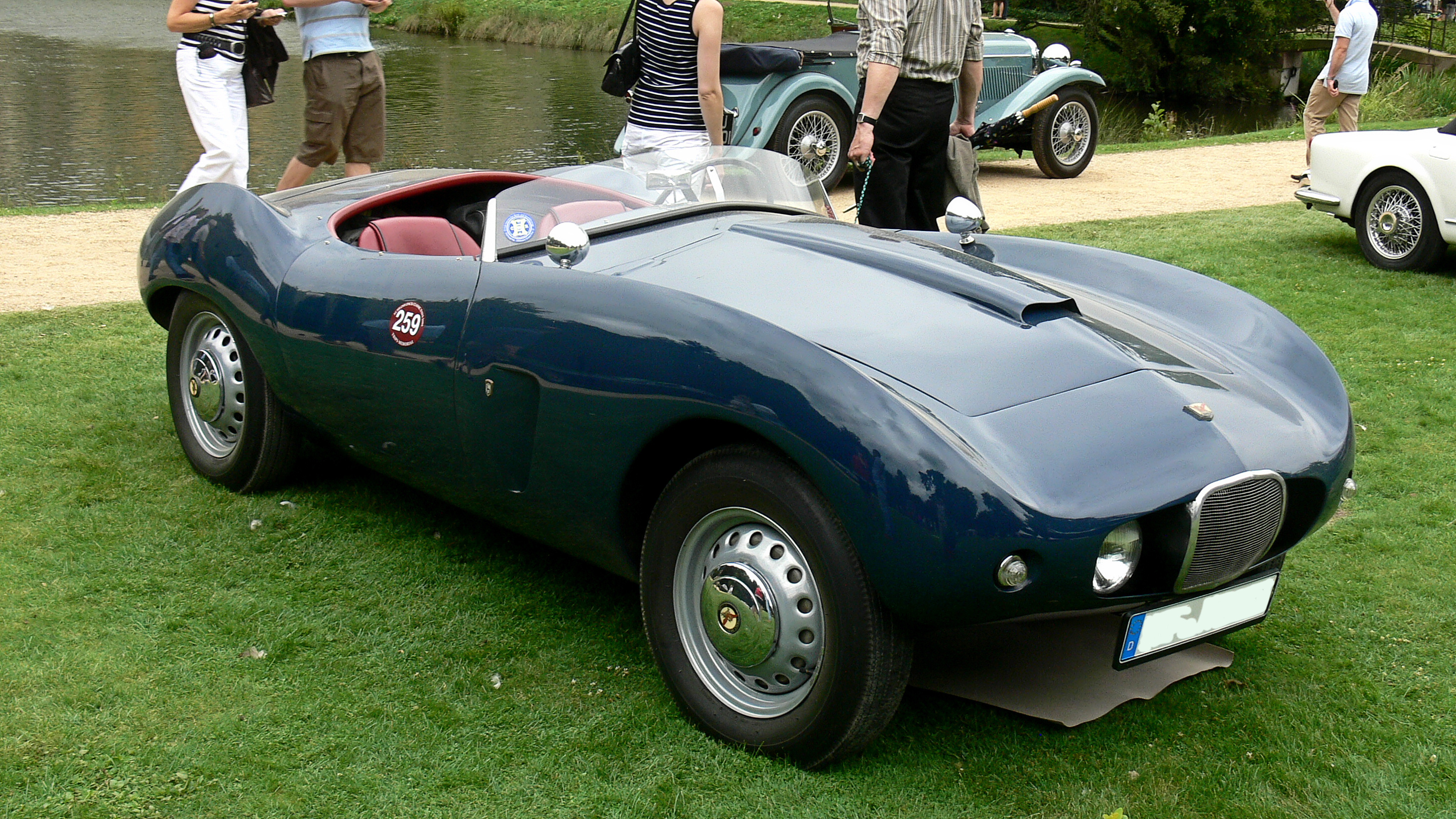
Arnolt-Bristol Bolide 1954 року

Після цього Арнольт домовився з компанією Bristol Cars Ltd з Великої Британії для придбання 200 шасі автомобілів серії 404 з шестициліндровими двигунами, потужністю 130 к.с. і об'ємом 1971 см3. Компанії Arnolt потрібно було знайти нове джерело для придбання шасі, щоб виконати зобов'язання перед фірмою Bertone, в яку вони вклали великі кошти, після того, як MG виявилися не в змозі виконати замовлення на 200 автомобілів. Шасі Bristol, що постачалися, були відправлені до Carrozzeria Bertone, де вони отримували восокоаеродинамічний кузов з плавним дизайном, що дозволило використати мінімальну висоту капоту, установивши три одинарних карбюратори Solex 32. Кузови були розроблені дизайнером/аеродинаміком Bertone Франко Скаліоне (незабаром він став відомим як дизайнер концепт-карів Alfa Romeo B.A.T.). Занадто високий двигун Bristol створив проблеми для розробки витонченої спортивної машини. Франко Скаліоне розробляв кузов з геніальним підходом — по-перше, поєднавши передню частину автомобіля для зменшення висоти навколишнього листового металу, а потім зробивши різке здіймання лінії «плавників» над колесами задньої частини, щоб відволікти увагу ока від незвичайно високого піка на капоті. Кілька дизайнерських змін були запропоновані Стенлі Арнольтом.

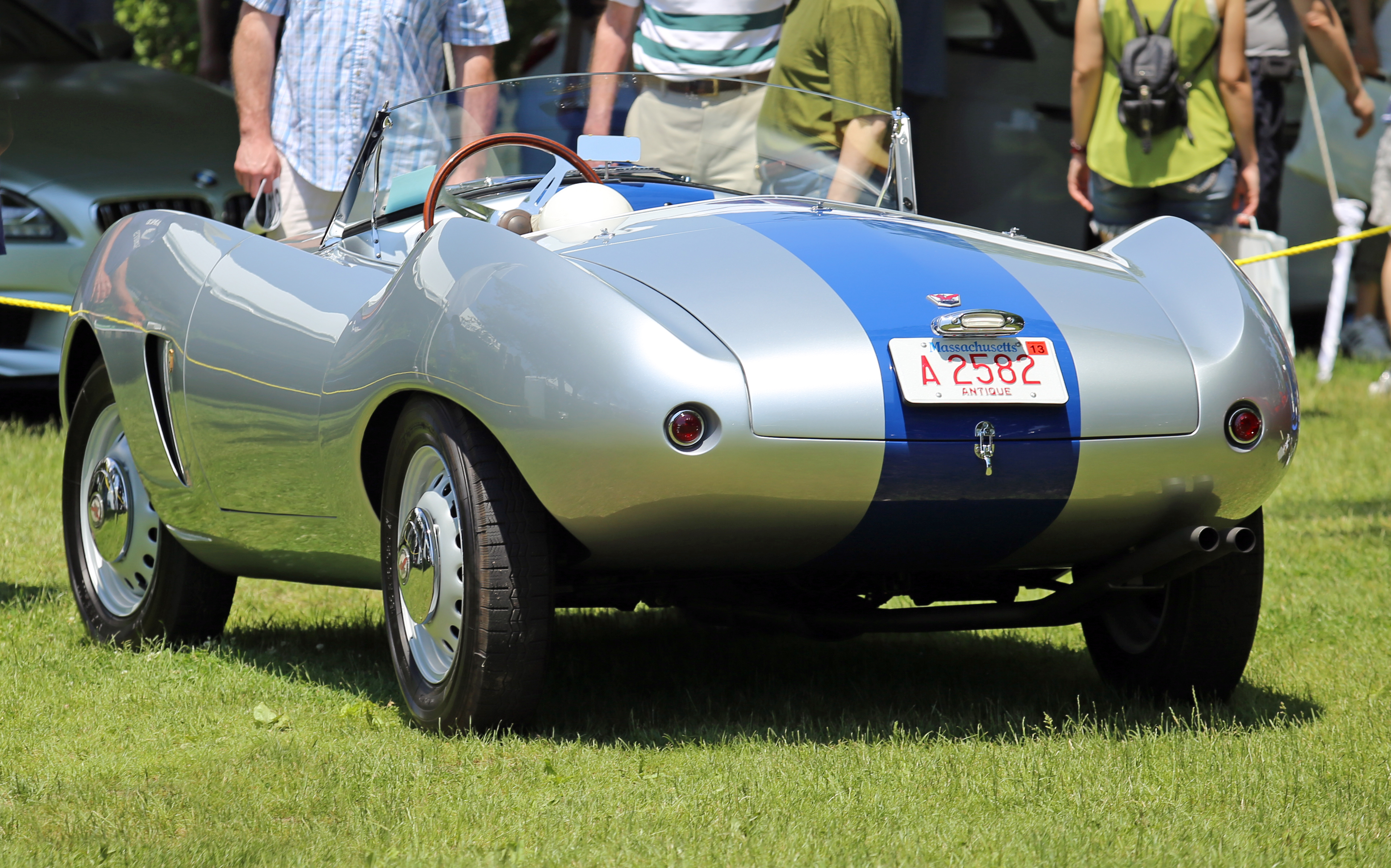
Arnolt-Bristol Bolide 1954 року

Компанія Arnolt створила гоночну команду для 12-годинної гонки у Сібрінгу, і в 1955 році, під час їх першого виступу, спеціальні легкі автомобілі фінішували першим, другим і четвертим у класі Sports 2000, вигравши Тім Трофі, цей подвиг був повторений в 1956 і 1960 роках. Наступного року вони зайняли друге і третє місця. У 1957 році команда отримала смертельний нещасний випадок Боба Голдіча на першому колі свого першого виступу на автомобілі, на якому він їхав разом з Ваккі Арнольтом. Приватний учасник на Arnolt-Bristol фінішував п'ятим у класі того ж року. 1960 року команда здійснила останній виграш у класі, фінішувавши 1, 2 та 3 у класі, та 14, 22 і 39 у загальному заліку.

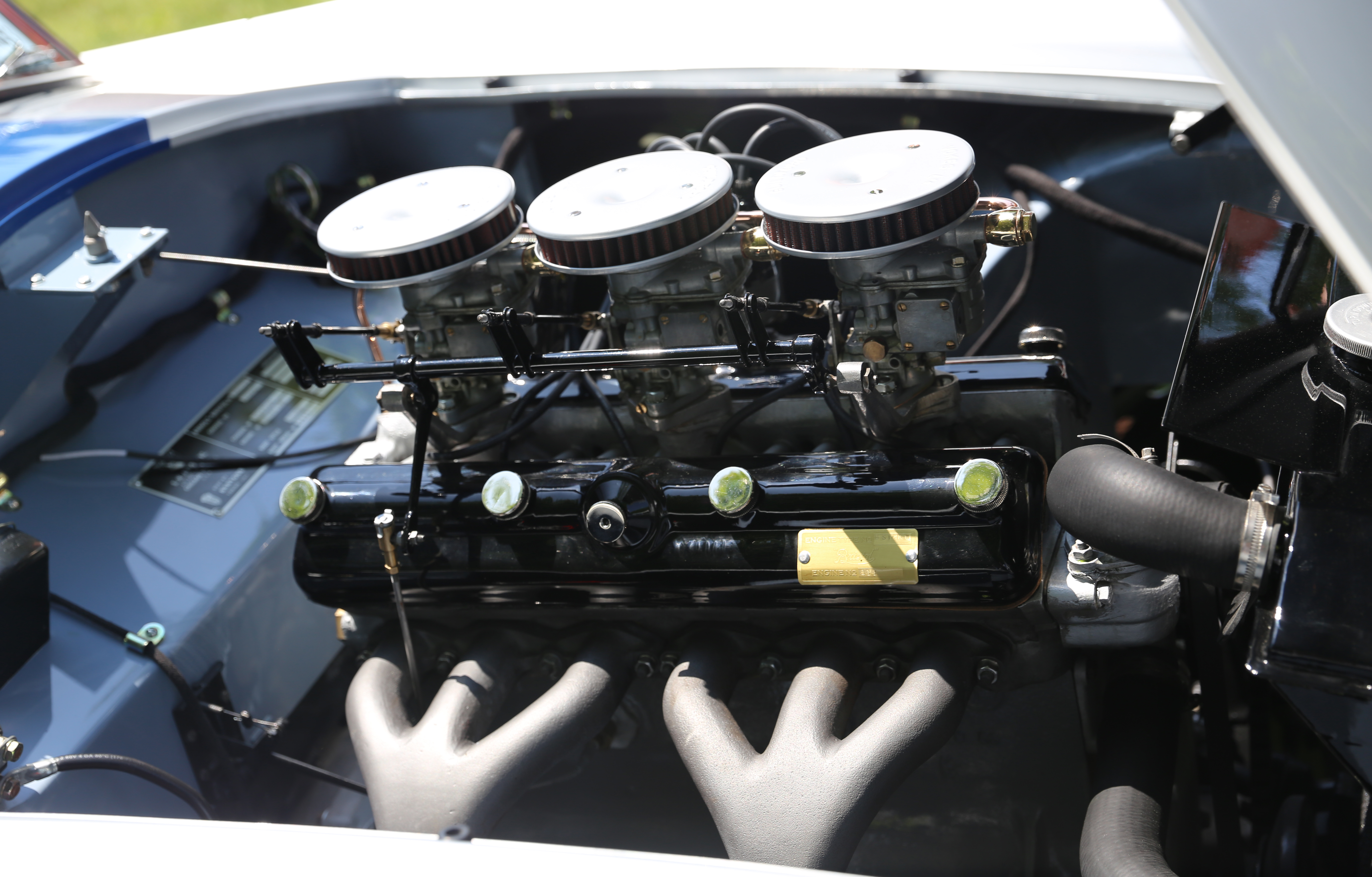
Двигун Arnolt-Bristol Bolide 1954 року

Автомобілі були доступні в чотирьох типах кузова: «компетішн» — дорожній гоночний автомобіль; «болід» — трохи краще обладнаний дорожній гоночний автомобіль; «делюкс» — краще обладнаний варіант боліду (бічні вікна та складаний дах, інструменти, встановлені в корпусі перед водієм, бардачок у панелі приладів); і купе з висувними фарами. Принаймні одна відкрита машина була оснащена складаним дахом від Стенлі Арнольта. Ціни за заводським каталогом 1956 року становили 3995 доларів за модель «компетішн», 4245 доларів США за «болід», 4995 доларів за «делюкс» і 5995 доларів за купе.

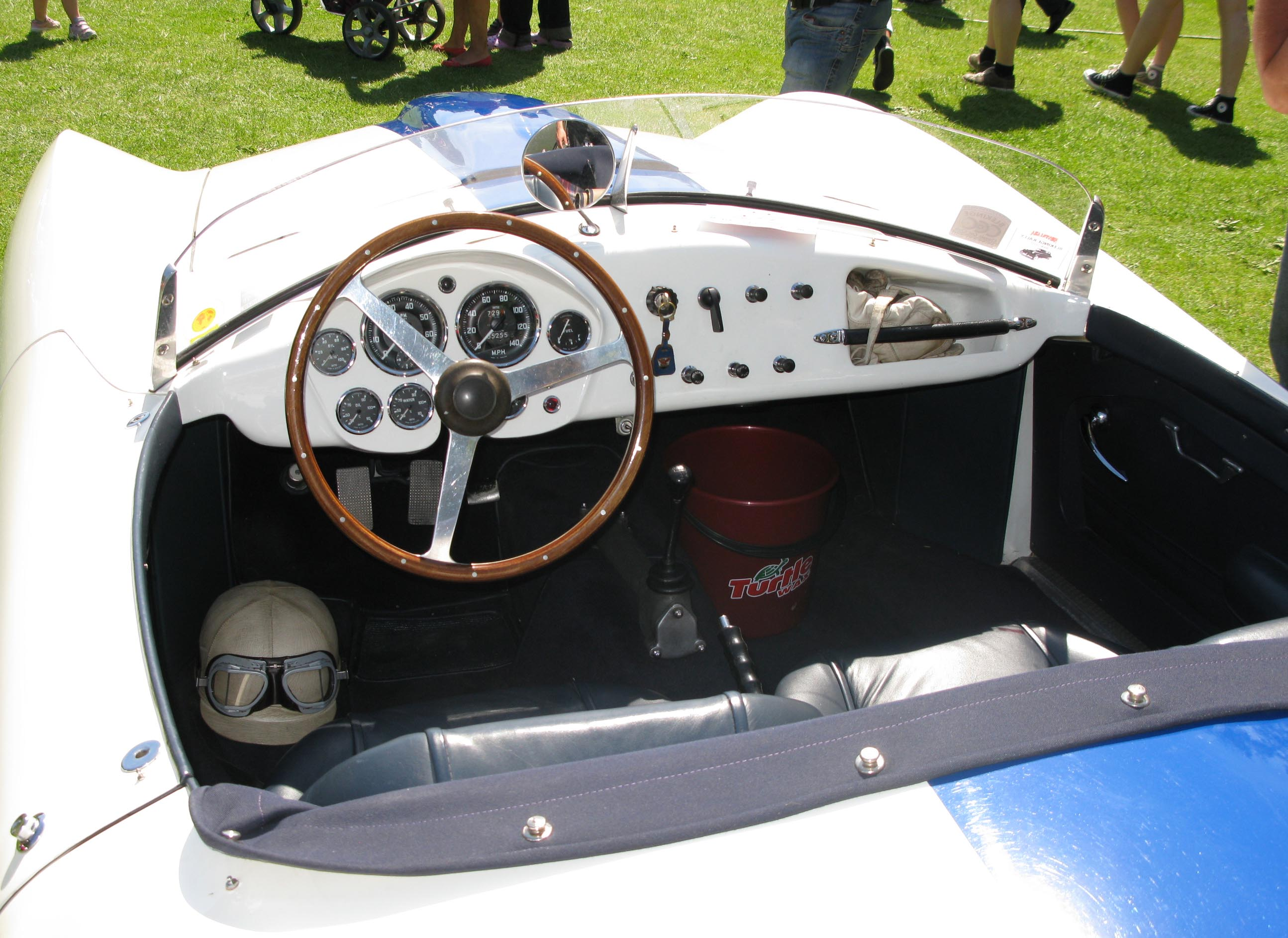
Салон Arnolt-Bristol Bolide

Заводські опції для Arnolt-Bristol включали передній стабілізатор поперечної стійкості, дистанційний важіль перемикання швидкостей, 11-дюймові барабанні гальма Alfin, складаний дах, бампери, сталеві колеса Borrani KO (було продано дев'ять комплектів, а один автомобіль був проданий зі шпицьованими колесами Borrani), а також кілька різних передачних відношень диференціала. На деяких гоночних автомобілях був встановлений спеціальний гоночний паливний бак, який ніколи не пропонувався для публічного продажу. Наприкінці 1959 і 1960 років було запропоновано встановлення 12-дюймових барабанних гальм Bristol у вигляді дзвоника, а в 1961 році запропонували передні дискові гальма Bristol з ретро пристосуванням для Arnolt-Bristol. У більшості автомобілів були сталеві кузови з алюмінієвим багажником і капотом.

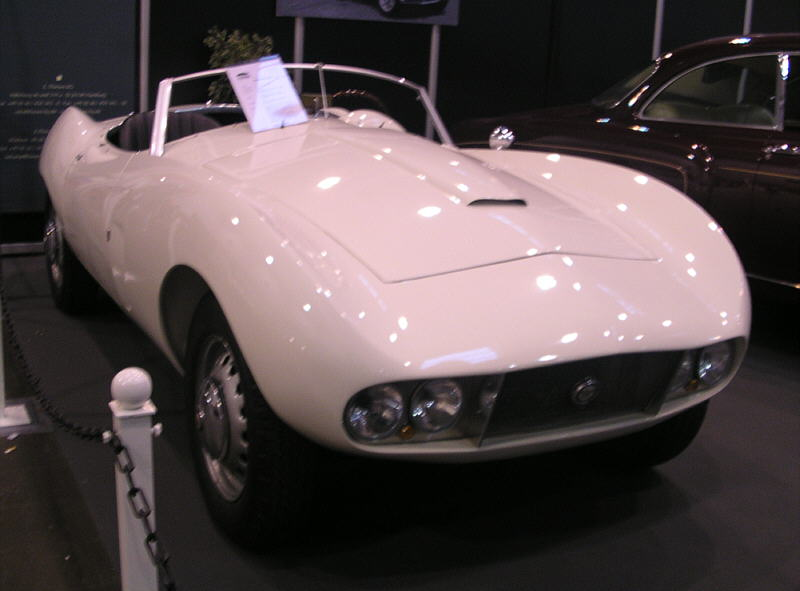
Arnolt-Bristol Deluxe 1958 року

Автомобілі постачалися з керівництвом користувача, каталогом запасних частин, а також запасним колесом з шиною та комплектом інструментів. Додаткові аксесуари, такі як брелоки від Arnolt, краватки, відра для льоду та шарфи з логотипами Arnolt, були доступні від компанії. Було також виготовлено широке розмаїття рекламної літератури, включаючи брошури та листівки.
Всі автомобілі спочатку продавалися з шестициліндровими двигунами Bristol BS1 MkII, деякі з них були згодом оснащені іншими двигунами.

## Закриття компанії
Всі Arnolt-Bristol були виготовлені між 14 січня 1953 року та 12 грудня 1959 року. Більшість з них були побудовані в 1954 і 1959 роках. Всього було випущено 142 машини, з яких 12 були списані після пожежі на заоді. Автомобілі після пожежі були використані компанією Arnolt в якості джерел запчастин в наступні роки. Загальне виробництво включало шість купе і два автомобілі з кузовом з алюмінієвого плаву. Один з автомобілів був з оригінальним правим кермом, решта — з лівим. Один з автомобілів не мав кузова і використовувався як прокатне шасі для автосалонів. Це шасі все ще знаходиться у володінні сім'ї Арнольт.
Приблизно 85 автомобілів дійшло до наших днів, а їх стан варіюється від необхідності повного відновлення до виставкових зразків.
Незважаючи на успіхи в гонках, автомобілі продавалися не дуже добре.
Деякі автомобілі не продали до 1960 року, а остання продана машина, оснащена чотирма фарами, залишалася непроданою до 1968 року.

## Поширені помилки
Ряд опублікованих джерел містять помилки у кількості виготовлених автомобілів Arnolt-Bristol. Частково це може бути тому, що деякі автори порівнювали цифри виробництва або продажів з існуючими копіями бухгалтерії Стенлі Арнольта. Важливо зауважити, що в цих документах реєструвався лише продаж автомобілів у Сполучених Штатах. У результаті, європейські продажі не рахувалися. Одним із результатів стало те, що декілька джерел стверджують, що було побудовано лише три купе, коли насправді було шість: одне було продано у Франції, два — в Іспанії, три — у США (номери шасі всіх із них записані в реєстрі Клубу власників Bristol). На Паризькому автосалоні в 1955 році актор Лі Марвін побачив купе Arnolt-Bristol і придбав його. У наступні роки Марвін виграв Оскар як кращий актор, і після його смерті його надзвичайно рідкісний Arnolt-Bristol Coupe (єдиний Arnolt, який коли-небудь був зроблений із закрукленими передніми крилами, які надихнули дизайнерів Corvette) продали на аукціоні за 451 000 доларів.
Друга помилка полягає в тому, що деякі автори стверджували, що автомобілі спочатку оснащувалися будь-якими двигунами, крім шестициліндрового Bristol. Всі Arnolt-Bristol спочатку продавалися з двигуном Bristol, а Стенлі Арнольт не встановляв на заводі жодного з двигунів Corvette 283, як вказано у деяких джерелах. Пізніше завдяки просторому моторному відсіку для індивідуальних автомобілів встановлювалися різні двигуни, включаючи двигуни Chevrolet 283, 350 та 454, а також Pontiac 389.
Третьою помилкою є те, що Стенлі Арнольт виготовляв машини повністю. Arnolt-Bristol виготовлялися у Філтоні як шасі із двигуном, кузов обладнували Bertone в Італії, а у Варшаві, штат Індіана, лише проводилося остаточне складання, монтаж опцій, підготовчі роботи та (іноді) фарбування та оббивка.

## Список автомобілів Arnolt
- 1953 — Arnolt-MG
  - Arnolt-Aston
  - Arnolt-Bentley
  - Arnolt-Bristol